# Hermann Helms (Reeder, 1928)
Hermann Helms, auch Hermann C(hristian) Helms,  (* 2. Juli 1928 in Bremen; † 26. Dezember 2005 in Bremen) war ein deutscher Reeder.

## Biografie

Hansaflagge

Helms  war der Sohn des gleichnamigen Reeders Hermann Helms (Reeder, 1898) und Enkel von Hermann Helms (Reeder, 1868). Sein Vater übernahm als Direktor 1940 die Deutsche Dampfschiffahrtsgesellschaft „Hansa“ (DDG „Hansa“). Nach seiner kaufmännischen Ausbildung führten Vater und Sohn die Schifffahrtsgesellschaft Helms KG im Hansa-Haus an der Schlachte Nr. 5 in Bremen. Helms trat 1958 in den Vorstand der DDG „Hansa“ ein. Die Gesellschaft war bis zu ihrer Insolvenz 1980 eine der bedeutendsten Reedereien der Welt.
Helms war von 1960 bis 1974 Technischer Beirat, von 1974 bis 2002 Mitglied des Wirtschaftsrates und von 1985 bis 1990 im Vorstand Schiffsklassifikations-Gesellschaft Germanischer Lloyd.
Von 1974 bis 1980 nahm er das Amt des Vorsitzenden des Bremer Rhedervereins von 1884 war. Er befand sich von 1969 bis 1981 im Verwaltungsrat des Verbandes Deutscher Reeder; von 1971 bis 1972 als Vorsitzender des Präsidiums des Verbandes.
Er wirkte seit Mai 1971 im Vorstand des damaligen Bezirksvereins Bremen und von 1987 bis 2003, wie zuvor schon sein Vater, im Vorstand des Seenotrettungswerks der Deutschen Gesellschaft zur Rettung Schiffbrüchiger (DGzRS). 2000 wurde er als Nachfolger von Carl Max Vater Vorsitzer der DGzRS.
1993/94 richtete er als Verwaltender Vorsteher die Schaffermahlzeit in Bremen aus.